# Liste der Monuments historiques in Villers-la-Chèvre
Die Liste der Monuments historiques in Villers-la-Chèvre führt die Monuments historiques in der französischen Gemeinde Villers-la-Chèvre auf.

## Liste der Objekte
| Bezeichnung                   | Beschreibung | Standort                                     | Kennzeichnung | Schutzstatus | Datum | Bild |
| ----------------------------- | --- | -------------------------------------------- | ------------- | ------------ | ----- | ---- |
| Skulptur Heiliger Rochus (1)  | Lindenholz, farbig gefasst, 18. Jahrhundert | in der Kirche St-Étienne-et-St-Michel (Lage) | PM54001983    | Inscrit      | 1991  |      |
| Skulptur Madonna mit Kind     | Holz, farbig gefasst, 15. Jahrhundert | in der Kirche St-Étienne-et-St-Michel (Lage) | PM54001982    | Inscrit      | 1991  |      |
| Skulptur Heiliger Stephan (1) | Eichenholz, farbig gefasst, 18. Jahrhundert | in der Kirche St-Étienne-et-St-Michel (Lage) | PM54001985    | Inscrit      | 1991  |      |
| Skulptur Heiliger Stephan (2) | Eichenholz, farbig gefasst und vergoldet, 18. Jahrhundert                                                                                          | in der Kirche St-Étienne-et-St-Michel (Lage) | PM54001986    | Inscrit      | 1991  |      |
| Hauptaltar                    | Altartisch, Tabernakel, Retabel und Gemälde; Eichenholz, farbig gefasst und vergoldet, Kalkstein, Ölfarbe auf Holz, 16. und spätes 17. Jahrhundert | in der Kirche St-Étienne-et-St-Michel (Lage) | PM54001981    | Inscrit      | 1991  |      |
| Skulptur Erzengel Michael     | Eichenholz, farbig gefasst und vergoldet, 18. Jahrhundert                                                                                          | in der Kirche St-Étienne-et-St-Michel (Lage) | PM54001987    | Inscrit      | 1991  |      |
| Skulptur Heiliger Rochus (2)  | Eichenholz, farbig gefasst, 18. Jahrhundert | in der Kirche St-Étienne-et-St-Michel (Lage) | PM54001984    | Inscrit      | 1991  |      |